# Приютовский поссовет
Приютовский поссовет (баш. Приют ҡасаба советы) — городское поселение в Белебеевском районе Республики Башкортостан Российской Федерации.
Административный центр — пгт Приютово.

## География
На 2004 год территория Приютовского поссовета проходила по смежеству с землями Баженовского сельсовета  Белебеевского района и Бекетовского сельсовета Ермекеевского района.
Описание границ:
От места пересечения границ поссовета, Баженовского сельсовета и Ермекеевского района, в общем юго-восточном направлении, 1,6 км по восточной границе микрорайона индивидуальной жилой застройки населенного пункта Приютово, вдоль границ коллективного садоводческого объединения «Черемушки», пересекая полосу отвода автомобильной дороги Белебей — Приютово, до поворотной точки 1. Оттуда в юго-восточном направлении 0,2 км, пересекая полосу Куйбышевской железной дороги, до поворотной точки 2. От неё в северо-восточном направлении 0,85 км вдоль полосы отвода Куйбышевской железной дороги до узловых точек 189 и 190, обозначающих место пересечения границ поссовета, Баженовского сельсовета Белебеевского района и Бекетовского сельсовета Ермекеевского района.

## История
Статус и границы городского поселения установлены Законом Республики Башкортостан от 17 декабря 2004 года № 126-З «О границах, статусе и административных центрах муниципальных образований в Республике Башкортостан»
В результате административно-территориальной реформы Приютовский поссовет, территориально находившийся в Ермекеевском районе, но административно относящийся к г. Белебею,  передан в состав Белебеевского района. 
Статья № 42 об изменениях в Законе об административно-территориальном устройстве Республики Башкортостан гласит: «Изменить границы города Белебея, Белебеевского и Ермекеевского районов согласно представленной схематической карте, передав Приютовский поссовет города Белебея в состав территории Белебеевского района».
Законом «О внесении изменений в административно-территориальное устройство Республики Башкортостан в связи с образованием, объединением, упразднением и изменением статуса населённых пунктов, переносом административных центров» от 20 июля 2005 года № 211-З 
В 2005 году территория поссовета расширилась включением посёлков Малоприютово, Плодопитомника Ермекеевского района, в черту пос. Приютово Белебеевского района.
22 июня 2018 г., согласно Закону «Об изменениях в административно-территориальном устройстве Республики Башкортостан и изменении границ муниципальных образований Белебеевский и Ермекеевский районы Республики Башкортостан», расширены границы поссовета.
«Изменить границы Белебеевского района, Ермекеевского района, Приютовского поссовета Белебеевского района, Бекетовского сельсовета Ермекеевского района Республики Башкортостан согласно представленной схематической карте, передав часть территории Бекетовского сельсовета Ермекеевского района Республики Башкортостан площадью 112,3 га (1123426 м²) в состав территории Приютовского поссовета Белебеевского района Республики Башкортостан». Таким образом, общая территория городского поселения Приютовский поссовет на конец 2018 года составила 11,57 квадратных километров.

## Население
| 1959    | 1970    | 1979    | 1989    | 2009    | 2010    | 2011    |
| ------- | ------- | ------- | ------- | ------- | ------- | ------- |
| 20 278  | ↗21 051 | ↘18 164 | ↗19 349 | ↗20 989 | ↘20 891 | ↗21 071 |
| 2012    | 2013    | 2014    | 2015    | 2016    | 2017    |         |
| ↘20 542 | ↘20 394 | ↘20 237 | ↘19 998 | ↘19 768 | ↘19 653 |         |

## Состав городского поселения
| № | Населённый пункт | Тип населённого пункта                          | Население |
| - | ---------------- | ----------------------------------------------- | --------- |
| 1 | Приютово         | посёлок городского типа, административный центр | ↗19 595   |

На 1939 год в Приютовский сельсовет входили:
- п. Приютово — 115 человек
- аул Казахи — 15
- д. Булановка — 519
- ж-д будка 429 км — 3
- ж-д будка 431 км — 4
- ж-д будка 431 км — 10
- ж-д будка 433 км — 8
- ж-д будка 434 км — 6
- п. Ново-Ляхово — 20
- Приютовская МТС — 53
- санаторий имени Ворошилова — 20
- д. Семеновка — 110
- п. станции Приютово — 1082
- д. Хорошовка — 105